# Велеиздајнички процес (1915—1916)
Велеиздајнички процес у Бањалуци (1915—1916) био је највећи од 17 таквих процеса у Босни и Херцеговини, вођених у Првом свјетском рату. Процес је почео у моментима када Краљевина Србија и силе Антанте доживљавају неуспехе. Оптужено је 156 особа (Срба) различитих занимања – истакнути политичари, учитељи, ученици, трговци, свештеници, адвокати и други. Коначном пресудом, изреченом 1916. године; 16 лица је осуђено на смрт, 87 их је добило казну затвора од 2 до 20 година. Преостале 53 особе су ослобођене оптужбе.

## Прилике у Босни и Херцеговини у време Велеиздајничког процеса
Избијањем Првог свјетског рата, Босна и Херцеговина је проглашена ратном зоном.
У самој Босни и Херцеговини није било никаквог политичког живота, па је тамо владала гвоздена војничка стега.
 
У земљи су основани војни судови, комисије и штабови, који су прогонили политички сумњива лица.
Такође, уведени су шуцкори (паравојска) чији задатак је, између осталог, био онемогућавање помоћи Срба из Краљевине Србије онима у Босни и Херцеговини. Све вријеме рата вршена је присилна регрутација. Током 1914. и 1915. године, Земаљска влада са аустроугарским генералом Стјепаном Саркотићем (1858—1939) на челу укинула је Уредбу о аутономији цркве и школе у Босни и Херцеговини, назив цркве је из српско-православна променила у источно-православна, распустила је босанскохерцеговачки Сабор и укинула Устав.
Земаљска влада за Босну и Херцеговину увела је и забрану употребе ћирилице. 
„Sve bosanskohercegovačke vlasti, uredi i zavodi upotrebljavaće u pismenom srpsko-hrvatskom službenom saobraćaju samo latinicu.“
Такође, затваране су српске школе, укинута крсна слава, забрањен рад свим српским друштвима.

## Друштва „Народна одбрана“ и „Просвјета“
Међу српским културним удружењима, најпознатија су била „Народна одбрана“ и „Просвјета“. Друштво „Народна одбрана“ настало је 1908. године у Србији, као полувојна патриотска организација, а већ 1909. године трансформисана је у културно-просветно удружење које је убрзо стекло упоришта широм Босне и Херцеговине.
Из „Просвјете“, друштва чији је главни циљ био помагање српских ђака и студената, поручивали су: „Ми нашим школама, новчаним заводима, задругама, разним друговима и општинама тежимо да осигурамо свој опстанак, хоћемо да очувамо, окупимо и уредимо народну снагу и да помогнемо тешки рад на развијању и напредовању.“ Иако је настала шест година раније (1902), „Просвјета“ је из угла Аустроугарских окупационих власти посматрана као продужена рука „Народне одбране“. Чланови ових двију организација имали су велики утицај међу српским живљем у Босни и Херцеговини, па су били на списку најнепожељнијих људи у Аустроугарској монархији, и на врху црне листе људи које је требало казнити.

## Соколска друштва
Посебан значај и утицај међу Србима у БиХ имао је Соколски покрет, који се у својој организацији и раду није обазирао на државне границе.
Од самог краја 19. века, па до првих деценија 20. века оснивана су широм српског етничког простора патриотска друштва Сокола и Побратима. Аустроугарска је знала да иза „Народне одбране“ стоји Влада Краљевине Србије, а да је за целокупни српски Соколски покрет био (од 1908. године) посебно задужен генералштабни пуковник Милутин Гр. Мишковић (1864—1934).
Од 1911. године (сви Српски соколи су наступили јединствено већ на „Другом свесоколском слету“ који се одржао у Загребу од 12. до 16. августа 1911. године), све су се српске соколске жупе (Фрушкогорска, Крајишка, Босанско-херцеговачка, Приморска и Жупа у Америци) и друштва ујединиле у „Савез српског соколства“  (у Београду).
Седиште „Савеза српског соколства“ налазило се „у истој згради“ у којој је била и полувојна српска патриотска организација „Народна одбрана“ (основана је 1908. године), што ће касније (после Сарајевског атентата 1914. године) аустроугарске окупационе власти искористити као разлог за гашење српских соколских организација на територији под њиховом контролом.
Соколска удружења су била места окупљања младих, код којих се захваљујући изузетно квалитетном васпитачком кадру (састављеном од угледних Срба) убрзано развијала национална свест. Ништа пре њега, а ни после њега није успело толико да мобилише масе људи око напредних националних идеја.

## Политичка клима у БиХ после Сарајевског атентата
После Сарајевског атентата, аустроугарске окупационе власти су кренуле (под лажним оптужбама) у велику полицијску акцију хапшења угледнијих Срба у БиХ.
На иницијативу хрватског националисте и генерала Стјепана Саркотића, организован је велики „Велеиздајничком процес“ у Бањалуци, који је почео 3. новембра 1915. године, а завршио се 16. марта 1916. године, оптужено је 156 Срба, а на основу § 111, т ј. ради велеиздаје и за све (осим тројице малолетних), предложена је смртна казна.

Међу оптуженима је било чак 19 свештеника, 14 учитеља, 5 професора, 2 лекара, 2 инжињера, 1 адвокат, 12 приватних чиновника, 32 трговца и трговачка помоћника, 6 гостионичара, 13 занатлија, 8 државних чиновника, 12 ђака, 26 тежака и 2 даме.
Као првооптужени у Бањалучком процесу означен је Васиљ Грђић (1875—1934), професор историје и географије у Гацку, посланик у босанском Сабору и секретар друштва „Просвјета“.
Грђић је у својој одбрани говорио 11 сати, упорно бранећи друштво „Просвјета“, због чега му је чак и окупациони суд одао признање.

## Формални разлози за подизање оптужница
Због веза са „Народном Обраном“ (као њени повереници) оптужени су: 
- Аћимовић, Данило
- Банђур, Јово
- Барњаковић, Ристо
- Беговић, Симо
- Бејатовић, Павле
- Бејатовић, Тодор Савин
- Бејатовић, Тошо Милошев
- Билбија, Петар
- Бобар, Цвијетан
- Божић, Коста
- Буквић, Спасоје
- Васић, Михајло
- Васић, Пајо
- Видаковић, Драгица
- Вукадин, Коста
- Вукадин, Недјељко
- Гаврић, Гавро
- Гњатић Коста,
- Грђић, Васиљ
- Дабић, Самојило
- Давидовић, Гајо
- Дакић, Ђорђо
- Дујановић, Ђорђо
- Дучић, Јефто
- Ђокановић, Димшо
- Ђорђић, Ђокан
- Ђурановић, Радивој
- Ђурковић, Максим
- Ерић, Јаков
- Ерић, Јован
- Зарић, Неђељко
- Зарић, Станоје
- Зечевић, Божидар
- Зечевић, Светозар
- Зрнић, Светозар
- Јевђевић, Димитрије
- Јелић, Чедомир
- Јеремић, Ристо
- Јефтић, Јевто
- Јовановић, Милан
- Јовановић, Милутин
- Јовановић, Никола
- Калдесић, Јован
- Катанић, Павле
- Кесић, Драгољуб
- Кецмановић, Војислав
- Кљајић, Милан
- Ковачевић, Љубо
- Ковачевић, Ристо
- Ковачевић, Симо
- Косорић, Атанасије
- Косорић, Васо
- Крајшумовић, Коста
- Крстић, Арсен
- Крстић, Атанасије

- Кујунџић, Владимир
- Кујунџић, Павле
- Лазић, Илија
- Лукић, Душан
- Лукић, Јован
- Љубибратић, Саво
- Мајсторовић, Милан
- Максимовић, Мирко
- Малић, Владимир
- Малић, Даринка
- Марковић, Пајко
- Медан, Васо
- Миладиновић, Матија
- Милановић, Рајко
- Милић, Чедо
- Милошевић, Благоје
- Милошевић, Петар
- Митровић, Алекса
- Мићић, Мићо
- Михајловић, Ђорђо
- Михајловић, Неђо
- Млађеновић-Милојчић, Јаков
- Недељковић, Радован
- Николић, Ђоко
- Николић, Стеван
- Обрадовић, Ђорђо
- Обрадовић, Јован
- Обрадовић, Милан
- Остојић, Ђуро
- Павловић, Јово
- Перенчевић, Јован
- Петковић, Продан
- Плавшић, Дамјан
- Поповић, Марко

- Поповић, Матија
- Поповић, Симо
- Пушкаревић, Симо
- Радетић, Ђуро
- Радуловић, Божо
- Рундо, Васиљ
- Савић, Вићентије
- Савић, Давид
- Савић, Михајло
- Савић, Михајло
- Савић, Сава
- Савић, Стојан
- Савић, Тимотије
- Симић, Јован
- Симић, Јован
- Симић, Јосиф
- Солдо, Шпиро
- Спахић, Захарије
- Станчић, Тошо
- Стефановић, Ристо
- Томковић, Стево
- Томовић, Мирко
- Топаловић, Милоје
- Трифковић, Анте
- Убавић, Павле
- Урошевић, Андрија
- Урошевић, Драго
- Хаџи-Стевић, Михајло
- Чапрић, Бошко
- Чубриловић, Бранко
- Чуповић, Сава

 Због веза са друштвом „Просвета“ оптужени су: 
- Мирковић, Симо
- Ђоровић, Владимир

 Због рада у „Соколу“ и „Побратимству“ оптужени су: 
- Бабуновић, Вукашин
- Баврљић, Лазар Спасоје
- Бајић, Мирко
- Баслаћ, Мића
- Бесаровић, Војислав
- Богуновић, Душан
- Божић, Петар
- Васиљевић, Јово
- Васиљевић, Тодор
- Вујасиновић, Вељко
- Вукојевић, Мирко
- Глушац, Васо
- Дакић, Драгутин
- Дроца, Васо
- Ђуран, Милош
- Жакула, Стеван
- Јаракула, Богдан
- Јованић, Богдан
- Јовановић, Петар
- Јовичић, Вељко
- Мијатовић, Љубомир
- Мољевић, Стево
- Петровић, Јефто
- Плавшић, Јосиф
- Поповић, Јово
- Стојановић, Васиљ
- Суботић, Душан
- Суботић, Светозар
- Томић, Божидар
- Шакота, Илија
- Шола, Атанасије

## Део оптужених није дочекао пресуду
Још пре оптужнице умро је у бањалучком затвору у истрази судски вежбеник Коста Јевтић.
За време расправе умрли су: 
- Барњаковић, Ристо
- Ерић, Јаков
- Кесић, Драгољуб
- Павловић, Јово

## Изузети из оптужнице
Због болести је из судске расправе био излучен Мићо Мићић, а Божидар Томић је скинут са оптужнице, јер је ради велеиздаје већ раније био кажњен у Бихаћу.
Судску расправу је водио Коломан Милец од Драскоца као председник, а као вотанти су учешће узели Јулије Ансион и др Мајер Хофман.
Оптужбу су заступали за „Народну Обрану“ др Вилим Кенинг, а за Друштва Хрват Жига Пинтер, док су оптужене бранили Данило Димовић, др Владо Андрић и Јосип Соукал.

## Првостепена Пресуда суда у Бањој Луци
Пресуда суда донесена је 22. априла 1916. године, уочи православног Васкресенија.
 По Пресуди, осуђени су били на смрт вешањем (с примедбом да се вешају по овом реду): 
- Јовановић, Милутин
- Билбија, Петар
- Милић, Чедо
- Ђокановић, Димшо
- Савић, Михајло
- Петковић, Милан
- Беговић, Симо
- Јевђевић, Димитрије
- Ђурановић, Радивој
- Дакић, Ђорђо
- Чапрић, Бошко
- Томовић, Мирко
- Јакшић, Алекса
- Поповић, Матија
- Гњатић, Коста
- Грђић, Васиљ

На 20 година је осуђен:
- Крстић, Арсен (Врховни суд БиХ му је снизио казну на 18 година затвора)

На 18 година затвора су осуђени:
- Бесаровић, Војислав (Врховни суд БиХ му је снизио казну на 15 година затвора)
- Милошевић, Петар
- Урошевић, Андрија (Врховни суд БиХ му је снизио казну на 16 година затвора)
- Чуповић, Саво

На 16 година затвора су осуђени:
- Аћимовић, Данило
- Бејатовић, Тошо
- Божић, Коста
- Зрнић, Светозар
- Јовановић, Никола
- Косорић, Васо

На 15 година затвора су осуђени:
- Урошевић, Драго
- Зарић, Неђељко
- Ковачевић, Љубо
- Косорић, Атанасије
- Марковић, Пајко
- Савић, Тимотије
- Станчић, Тошо

На 14 година затвора су осуђени:
- Дујановић, Ђорђо
- Ђурковић, Максим
- Малић, Владимир
- Миладиновић, Матија
- Симић, Јован
- Чубриловић, Бранко

На 12 година затвора су осуђени:
- Вукадин, Неђељко
- Дучић, Јефто
- Ерић, Јаков
- Ерић, Јован
- Зечевић, Божидар
- Јефтић, Јевто
- Јовановић, Милан
- Ковачевић, Симо
- Перенчевић, Јово
- Радуловић, Божо
- Симић, Јосиф
- Стефановић, Ристо (Врховни суд БиХ му је снизио казну на 10 година затвора)
- Суботић, Душан
- Шола, Атанасије

На 10 година затвора су осуђени:
- Бабуновић, Вукашин
- Банђур, Јово
- Божић, Петар
- Дакић, Драгутин
- Ђуран, Милош
- Крстић, Атанасије
- Мајсторовић, Милан
- Мијатовић, Љубомир
- Мирковић, Симо
- Михајловић, Ђорђо
- Николић, Ђоко
- Николић, Стеван
- Поповић, Јован

На 8 година затвора су осуђени:
- Богуновић, Душан
- Ђорђић, Ђокан
- Калдесић, Јован
- Кљајић, Милан
- Лукић, Душан (Врховни суд БиХ му је снизио казну на 7 година затвора)
- Милановић, Рајко
- Томковић, Стево

На 7 година затвора су осуђени:
- Савић, Вићентије

На 6 година затвора су осуђени:
- Жакула, Стеван (Врховни суд БиХ му је повисио казну на 10 година затвора, јер му се узима као отежавајуће „интензивнији рад у Соколским друштвима“)
- Јелић, Чедомир
- Лукић, Јован (Врховни суд БиХ му је снизио казну на 5 године затвора)
- Медан, Васо
- Обрадовић, Ђорђо

На 5 година затвора су осуђени:
- Бобар, Цвијетан (Врховни суд БиХ му је снизио казну на 4 године затвора)
- Вујасиновић, Вељко (Врховни суд БиХ му је повисио казну на 7 година затвора)
- Вукадин, Коста
- Дабић, Самојило
- Давидовић, Гајо
- Кецмановић, Војислав
- Малић, Даринка (Врховни суд БиХ јој је повисио казну на 6 година затвора)
- Млађеновић-Милојчић, Јаков
- Обрадовић Милан
- Симић, Јово (Врховни суд БиХ му је снизио казну на 4 године затвора)
- Ћоровић, Владимир (Врховни суд БиХ му је повисио казну на 8 година затвора, због интензивнијег рада у друштву„Просвети“)
- Шакота, Илија (Врховни суд БиХ му је повисио казну на 6 година затвора)
- Солдо, Шпиро

На 3 године затвора су осуђени:
- Јеремић, Ристо
- Рундо, Васиљ (Врховни суд БиХ му је повисио казну на 5 година затвора)

На 2 године затвора су осуђени:
- Баврљић, Лазар Спасоје
- Јојиновић, Петар

Остали су „у помањкању доказа“ били ослобођени оптужбе.

## Одлука Врховног суда БиХ
Врховни суд Босне и Херцеговине је 8. фебруара 1917. године у већем делу потврдио првостепену пресуду из Бање Луке.

## Интервенција Краљевине Шпаније за помиловање осуђених на смрт
Влада Краљевине Србије је пажљиво пратила судски процес, интересујући се за судбину затвореника.
 
И на седницама Министарског савета редовно је извештавано о дешавањима у Бањалуци, као и о акцијама које су стране земље спроводиле како би спасиле шеснаест осуђеника на смрт.
Влада је знала да једино може да покуша да успостави везе са Ватиканом и Краљевином Шпанијом да би обезбедила ургенцију за помиловање или преиначење пресуде осуђеним Србима.
Пјетро Гаспари (1852—1934), тј. итал. Pietro Gasparri, кардинал Римокатоличке цркве и водећи дипломата у време папе Бенедикта XV (1854—1922) је већ маја 1916. године послао писмо у Беч.
 
Међутим, одговор је био негативан, јер су на двору тврдили да осуђеници нису Срби, него Босанци и да се папа, залагањем за њихово помиловање, меша у унутрашње послове Двојне монархије.
Папа Бенедикт XV је био свестан да ће егзекуција шеснаесторице осуђеника штетити угледу Монархије, а као највећа католичка земља, Аустроугарска је у Ватикану заузимала посебно место.
 
Зато је Гаспари, јула 1916. године, послао у Беч још једно писмо, у ком је навео да се међу осуђеницима налазе и четири свештеника, чије помиловање би донело велику захвалност Ватикана.
У писму је, такође, истакао папину обавештеност о негативном ставу светске јавности.
Из Мадрида су већ крајем маја 1916. године послали прво писмо у Беч.
 
Међутим, одговора није било.
 
Упућена је још једна молба са шпанског престола на адресу Франца Јозефа (1830—1916).
 
Месеци су пролазили, али одговора није било.
Након сазнања да жалба осуђеника није уродила плодом, скоро све наде биле су упрте у Шпанију и краља Алфонса XIII.
 
Поред папе Бенедикта XV, у Бечу се највише поштовало мишљење Шпанаца, као (неспорне) песнице католицизма.
Након интервенција са свих страна, било је очекивано да ће Алфонс XIII послати писмо у Беч.
 
И послао га је последњих дана фебруара.
 
У писму последњем цару Аустроугарске Карлу I (1887—1922), упућеном из Мадрида, писало је, између осталог, да се „он, краљ, нарочито интересује судбином осуђених Срба, Бањалучана“.
О свим интервенцијама, посебно оним са Алфонсовог двора и из Ватикана, много се говорило у аустроугарским круговима.
Наравно, ником од лидера царства није било пријатно што је светска јавност на страни оних које су они осудили као најгоре непријатеље.
 
Још више им је сметало што су уз Србе Шпанија и Ватикан, највећи центри католицизма.
Карло I је, након бројних писама, телеграма и посета са разних страна, а понајвише због интервенција из Шпаније, донио одлуку да ће помиловати шеснаест Срба.
 
Овој одлуци је допринела и лоша ситуација унутар Аустроугарске, као и стање на фронтовима.
Аустроугарски цар је, 15. фебруара 1917. године, израдио план помиловања и већ следећег дана га прослиједио у Шпанију.
 
Телеграм који је Карло послао шпанском краљу, гласи:

„Удовољавајући Вашој жељи и искрено радостан, што могу вршити право помиловања, укинуо сам шеснаесторици Бошњака смртну казну.“.
Своју одлуку Карло је једино саопштио Алфонсу XIII, који је ову информацију одмах проследио даље.
Тако је већ следећег дана (17. март) и председник српске владе Никола Пашић (1845—1926) на Крфу добио телеграм са радосном вешћу.
Уз помоћ краља Алфонса XIII, папе Бенедикта XV и многих других светских државника и дипломата, шеснаест људи спасено је смрти. 
Њих осморица (Васиљ Грђић, Коста Гњатић, Матија Поповић, Бошко Чапрић, Ђорђо Дакић, Михајло Савић, Мирко Томовић и Чедо Милић) добили су доживотне казне затвора, петорица (Симо Беговић, Милан Петковић, Димитрија Јевђевић, Милутин Јовановић и Петар Билбија) казну од 20 година затвора, две особе (Димшо Јокановић и Алекса Јакшић) осуђене су на 16, а једна (Радивој Ђурановић) на 15 година тешке тамнице.
Сви осуђени су ослобођени одмах по завршетку рата. Бањалучка Господска улица је 1921. преименована у Краља Алфонза XIII, а 1. марта 1941, дан након његове смрти, одата му је пошта звоњењем звона са православне цркве.